# Brenica
Brenica [pronunciación en polaco: /brɛˈnit͡sa/] es un pueblo ubicado en el distrito administrativo de Gmina Lubochnia, dentro del condado de Tomaszów Mazowiecki, Voivodato de Łódź, en el centro de Polonia. Se encuentra a unos 4 kilómetros al norte de Lubochnia, a 14 kilómetros al norte de Tomaszów Mazowiecki, y a 45 kilómetros al este de la capital regional Łódź.